# Corridor multimodal Manta - Manaus
Le corridor multimodal Manta-Manaus est un projet binational (Brésil-Équateur) associant plusieurs modes de transport pour relier Manaus, la plus grande ville de l'Amazonie, située au Nord-Ouest du Brésil, à Manta Ecuador, ville portuaire équatorienne de taille moyenne située sur l'océan Pacifique.

## Objectifs
Manaus étant le principal pôle d'activité commerciale et industrielle du bassin amazonien (Polo industrial de Manaus ou PIM), on y retrouve les principales industries d'électroménager, d'électronique et autres produits de haute technicité. Cette nouvelle  route commerciale réduira le temps et donc le coût total de transport depuis l'Asie. En effet le voyage par le canal de Panama est d'environ 45 jours : cette nouvelle alternative le réduirait à 25.

## Description
Les marchandises arriveront à Manta depuis l'Asie et seront chargées sur des camions qui traverseront les Andes par la route no 30 jusqu'à Puerto Providencia dans le canton de Shushufindi, province de Sucumbios. Ensuite elles seront de nouveau chargées à bord de navires et descendront le Río Napo jusqu'à Iquitos (Pérou), pour  continuer sur l'Amazone jusqu'à Manaus.

## Intégration commerciale
Outre l'amélioration de l'acheminement des marchandises vers Manaus, ce projet est également un moyen d'intégration commerciale entre les pays concernés, comprenant non seulement le Brésil et l'Équateur mais également le Pérou et la Colombie, pays par lesquels passe le corridor commercial.

## État du projet
L'ouverture du corridor est prévue pour 2011, bien qu'aujourd'hui des routes soient encore en construction, des quais sont agrandis ou encore aménagés (Puerto Providencia). Le pont aérien actuel entre Manta et Manaus est la preuve d'une volonté réelle de partenariat commercial.

## Sources
Cet article est principalement issu d'articles de journaux des quotidiens suivants :
El Comercio.com
- La carga ya navega por el río Napo, 19/08/2008
- La vía Manta-Manaos es estratégica, 20/10/2008
- La navegación por el río Napo es un plan que tiene respaldo, 20/09/2007
- Puerto Providencia será el punto de enlace entre Manta y Manaos, 28/03/2008

Business News America
- Manta-Manaus multimodal corridor to be ready in 2011 - Brazil, Ecuador, 10/09/2008
- APM: Manta port expansion to be ready in 2010 - Ecuador, 10/09/2008

L'article se fonde également sur des documents émanant de l'entreprise Portonapo Providencia chargée de la construction du port et de l'acheminement des marchandises sur le fleuve Napo.